# Hainigturm
Der Hainigturm ist ein aus Steinen erbauter Aussichtsturm im Hainig, einem alten Eichenbestand im hessischen Vogelsbergkreis. Der 21,2 m hohe Turm steht zwischen Lauterbach, der Kreisstadt des Vogelsbergkreises, und den Nachbardörfern Rudlos und Angersbach.

## Geschichte

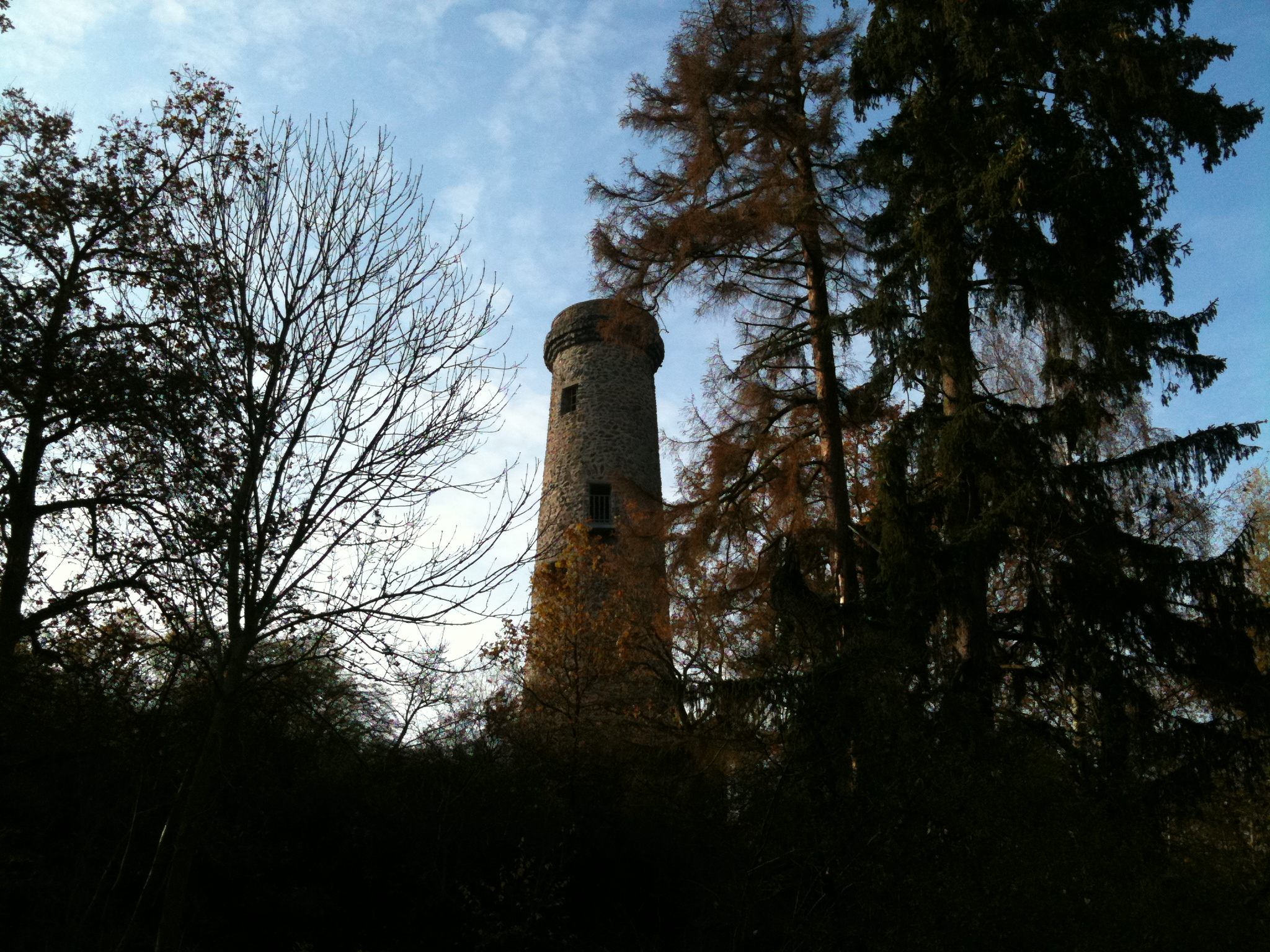
Der Hainigturm bei Lauterbach

Schon kurz nach seiner Gründung im Jahre 1881 beschloss der Zweigverein Lauterbach des Vogelsberger Höhen-Clubs die Errichtung eines hölzernen Aussichtsturms im Hainig, welcher auf etwa 440 m Höhe liegt. Genauer gesagt, wurde er auf der Hainigkuppe erbaut, die etwa 15 m hoch ist und fast ganz aus geschlossenem Fels besteht. Die Einweihung wurde am 6. August 1882 als großes Volksfest begangen. Durch diesen Turmbau wurde das Hainig fortan als Ausflugsziel wesentlich stärker frequentiert. Die Freude währte allerdings nicht allzu lange. Schon nach einigen Jahren fielen Reparaturen an, und nach 18 Jahren, im Jahre 1900, wurde der mit viel Idealismus erbaute Turm wegen Baufälligkeit wieder abgerissen.
Nach einigen Jahren wurde dann der jetzige steinerne Turm an der Stelle des alten Holzturms erbaut. Die feierliche Einweihung fand am 26. Mai 1907 statt. Mit den Worten „Wandrer ziehe die Schuhe aus, denn der Ort, auf dem Du stehst, ist ein heiliges Land“ versuchte der damalige Bürgermeister Alexander Stöpler den geheimnisvollen Reiz auszudrücken, den das Hainig seit jeher auf die Lauterbacher und ihre Besucher ausübte und welcher durch den neu erbauten Turm noch verstärkt werden sollte.
Am 17. Mai 2007 wurde am Hainigturm mit einem großen Fest das hundertjährige Bestehen des Turmes gefeiert.

## Beschreibung
Der denkmalgeschützte Hainigturm ist ein aus Natursteinen gemauerter Turm mit einem Durchmesser von fünf Metern. An seiner Südostseite befindet sich ebenerdig eine verschlossene Metalltür, über der eine Sandstein-Gedenktafel des Vogelsberger Höhen-Clubs an den Baubeginn 1906 erinnert. Eine außen am Turm verlaufende Treppe mit 17 Stufen führt zum etwa 3,3 m hoch liegenden Eingang am Turm. Im Innern folgt eine linksdrehende Wendeltreppe entlang der Innenwand des Turms, die nach 44 Stufen eine 10,8 m hoch liegende Zwischenebene erreicht, von der ein kleiner Balkon betreten werden kann. Weitere 54 Stufen führen schließlich zur 20 m hoch liegenden Aussichtsplattform, von der ein sehr guter Rundumblick besteht. Zur besseren Orientierung sind an der Brüstung Richtungstafeln der Sichtziele angebracht.